# Castelo de Aberlleiniog

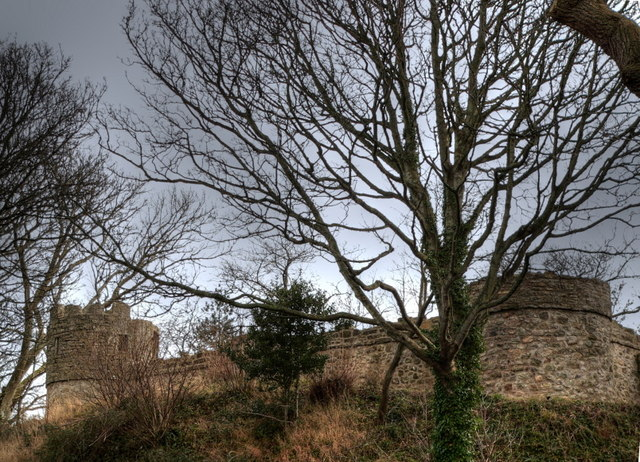
As duas torres do castelo.

O Castelo Aberlleiniog (Castle of the River Lleiniog) é um castelo de mota e fortaleza próximo da vila de Llangoed, Gales. Construído entre 1080 e 1099, está a duas milhas de distância do Castelo de Beaumaris.
Há alguns documentos históricos que detalham os eventos do castelo, no entanto, incluindo um registro de um cerco em 1094 apontado por Gruffudd ap Cynan.
A estrutura original de madeira foi substituída por uma de pedra em algum momento antes de meados do século XVII, quando foi destruído por Thomas Cheadle, o condestável de Beaumaris. O local está sendo restaurado e está parcialmente aberto ao público. A fortaleza possuía muralhas largas com um muro estreito subindo para o parapeito; cada canto continha uma torre redonda, os restos do que ainda pode ser visto.